# Larissa Wiktorowna Merk
Larissa Wiktorowna Merk (russisch Лариса Викторовна Мерк; * 16. März 1971 in Nowosibirsk) ist eine ehemalige russische Ruderin, die viermal an Olympischen Spielen teilnahm.

## Karriere
Merk belegte bei den (inoffiziellen) U23-Weltmeisterschaften 1993 den vierten Platz im Doppelzweier. Ihre erste Endkampfplatzierung bei Weltmeisterschaften in der Erwachsenenklasse gelang ihr 1995, als sie mit dem russischen Doppelvierer den sechsten Platz belegte. Bei den Olympischen Spielen 1996 gewann der Doppelvierer das B-Finale und belegte damit den siebten Platz. Im Jahr darauf belegte der Doppelvierer den vierten Platz bei den Weltmeisterschaften 1997. Bei den Weltmeisterschaften 1998 in Köln gewann sie zusammen mit Oxana Dorodnowa, Julija Lewina und Inna Moissejewa die Silbermedaille hinter dem deutschen Doppelvierer. 1999 ersetzte Olga Samulenkowa Inna Moissejewa, in der neuen Besetzung erhielt der russische Doppelvierer die Bronzemedaille bei den Weltmeisterschaften 1999 hinter den Booten aus Deutschland und der Ukraine. Bei den Olympischen Spielen 2000 trat der Doppelvierer mit Oksana Dorodnowa, Irina Fedotowa, Julija Lewina und Larissa Merk an und gewann Bronze hinter den Deutschen und den Britinnen. 
2001 wechselte Merk in den Doppelzweier und belegte zusammen mit Julija Alexandrowa den vierten Platz bei den Weltmeisterschaften 2001. 2002 gewannen Irina Fedotowa und Larissa Merk die Silbermedaille hinter den neuseeländischen Schwestern Georgina und Caroline Evers-Swindell. Auch bei den Weltmeisterschaften 2003 siegten die Neuseeländerinnen, hinter dem deutschen Doppelzweier erkämpften Merk und Fedotowa die Bronzemedaille. Bei den Olympischen Spielen 2004 ruderte Merk wieder im Doppelvierer und belegte den vierten Platz im Olympiafinale. 2005 in Gifu gewann der russische Doppelvierer die Bronzemedaille mit Samulenkowa, Dorodnowa, Merk und Fedotowa. Nach dem siebten Platz im Doppelvierer bei den Olympischen Spielen 2008 gewann Merk ihre letzte internationale Medaille bei den Europameisterschaften 2008, als sie die Silbermedaille im Doppelvierer erhielt. 